# マッティア・ヴィーティ
マッティア・ヴィーティ（Mattia Viti, 2002年1月24日 - ）は、イタリア・ボルゴ・サン・ロレンツォ出身のサッカー選手。USサッスオーロ・カルチョ所属。ポジションはディフェンダー。

## 経歴

### クラブ
エンポリの下部組織で育ち、2020年9月30日のコッパ・イタリア2回戦レナーテで先発してトップチームにデビュー。このシーズンはセリエBで2試合、コッパ・イタリアで3試合の出場のみであったが、クラブはセリエBで優勝して3年ぶりのセリエA復帰を決めた。セリエAに舞台を移した2021-22シーズン、9月22日にアウェイで行われた第5節カリアリ戦で先発に名を連ね、セリエAに初出場。最終的にリーグ戦20試合に出場した。
2022年8月3日、OGCニースへの完全移籍が発表された。
2023年7月12日、サッスオーロに買い取りオプション付きの期限付き移籍で加入した。

### 代表
2022年5月20日、イタリア代表を率いるロベルト・マンチーニは24日から26日にかけてコヴェルチャーノで行う若手選手のトレーニングキャンプに参加する53名を発表。ヴィーティもそのメンバーに選出された。

## タイトル
エンポリ
- セリエB : 2020-21